# 杜卡斯王朝

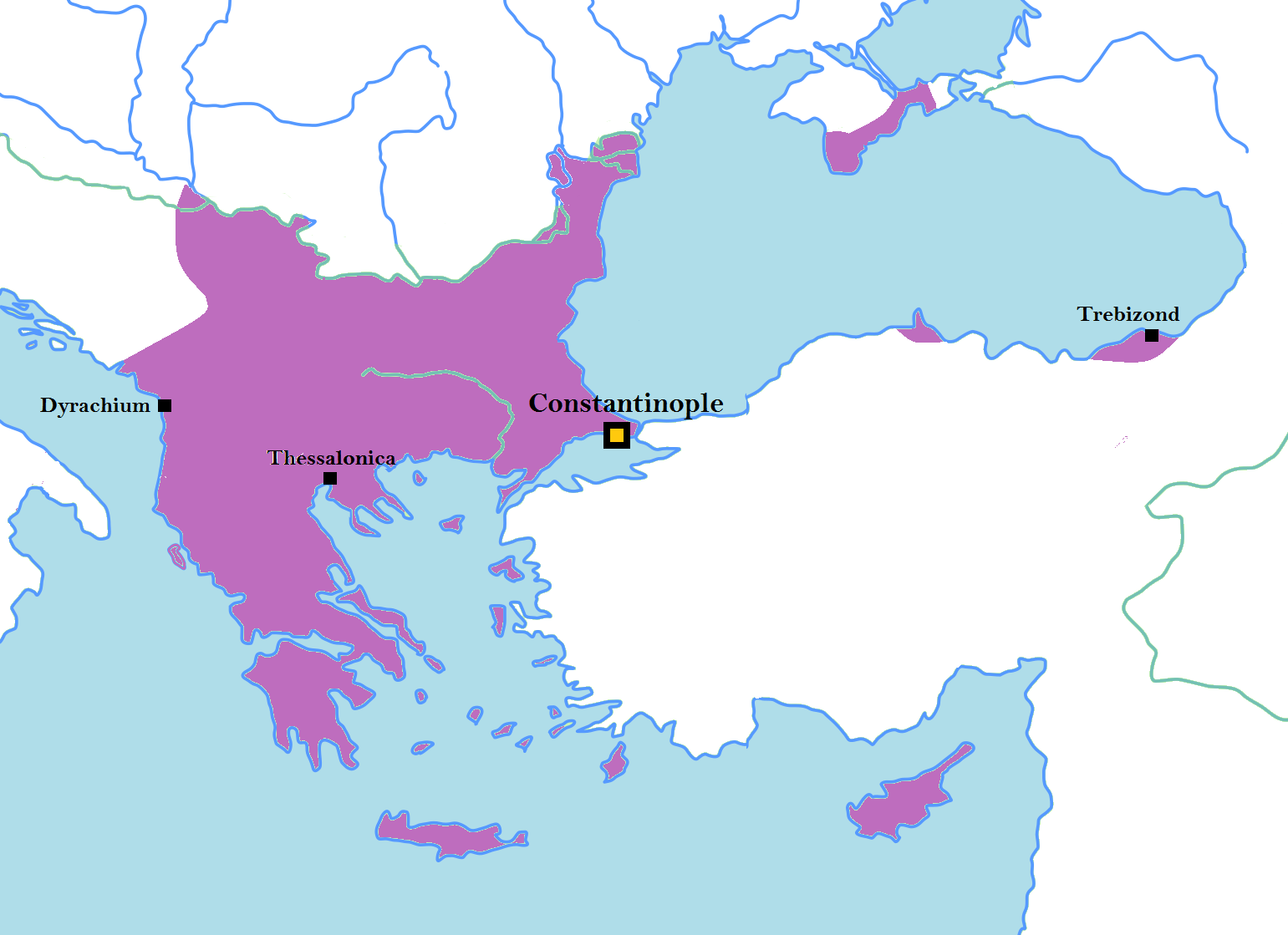
1080年的拜占庭帝国

杜卡斯王朝（希臘語：Δούκας，1059年－1081年），是拜占庭帝国在公元11世纪的王朝。1059年，科穆宁王朝皇帝伊萨克一世被废黜后，大臣君士坦丁·杜卡斯称帝，建立杜卡斯王朝。1081年，伊萨克一世的远亲阿历克塞一世领兵攻入都城君士坦丁堡，废黜皇帝尼基弗鲁斯三世，杜卡斯王朝中断。最终在公元1205年，杜卡斯王朝最后一个皇帝阿历克塞五世在复辟王朝后不久被杀，杜卡斯王朝由此终结。

## 历史
马其顿王朝末期，皇室绝嗣，使王朝无法继续。1056年，狄奥多拉女皇死后，因为无嗣而传位给将领迈克尔。但迈克尔第二年就被伊萨克一世所废黜。伊萨克自己做了两年皇帝后，群臣发动政变废黜了他。君士坦丁十世登基。
这时，突厥人中的一支部落塞尔柱人已经逼近了拜占庭帝国的东部地区。他们于1064年占领亚美尼亚和格鲁吉亚。而在巴尔干，匈牙利也占领了伊利里亚和一部分塞尔维亚。
1067年，君士坦丁十世病死。外敌攻击并没有结束，在意大利南部有诺曼人的入侵。于1069年占领加拉布里亚，次年占领塔兰托，1071年4月，诺曼人占领拜占庭在意大利最后一个城市巴里，将拜占庭人赶出了意大利。
同年8月，塞尔柱克人又在曼齐克特战役中击败了拜占庭皇帝罗曼努斯四世率领的军队。并占领了亚美尼亚、叙利亚和小亚细亚东部。到1080年，拜占庭帝国除巴尔干半岛、克里特島、塞浦路斯、克里米亚外，在小亚细亚仅存尼西亚和马尔马拉海沿岸。
1081年4月，阿莱克修斯·科穆宁夺取皇位，废黜皇帝尼基弗鲁斯三世，科穆宁王朝复辟。后在1205年，阿历克塞·杜卡斯即位为帝，使杜卡斯王朝短暂复辟，但旋即被杀，杜卡斯王朝也就此终结。
拜占庭帝国灭亡后，建立伊庇鲁斯专制国的安格洛斯皇朝的宗室为了与安格洛斯皇朝划清界限及表示自己的杜卡斯血统，也以杜卡斯为姓，而不以安格洛斯为姓。